# Ruisseau du Point du Jour
Ruisseau du Point du Jour är ett vattendrag i Kanada.   Det ligger i provinsen Québec, i den sydöstra delen av landet, 180 km öster om huvudstaden Ottawa.
I omgivningarna runt Ruisseau du Point du Jour växer i huvudsak blandskog. Runt Ruisseau du Point du Jour är det ganska tätbefolkat, med 108 invånare per kvadratkilometer.